# Todd La Torre

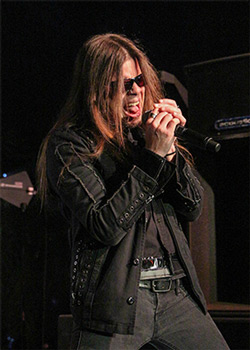
Todd La Torre (2014)

Todd La Torre (* 19. Februar 1974 in Saint Petersburg) ist ein US-amerikanischer Musiker, der besonders als Sänger der Bands Crimson Glory und Queensrÿche bekannt ist.

## Leben
La Torre wuchs in Saint Petersburg in einer musikalischen Familie auf. Durch seine Eltern kam er früh mit Jazz und Rockmusik in Berührung. Im Alter von 10 Jahren erlernte er das Gitarrenspiel, mit 13 Jahren begann er zusätzlich Schlagzeug zu spielen. Erste Auftritte absolvierte er als Schlagzeuger verschiedener Schulrockbands. Ferner trat er einige Male als Gitarrist und Sänger auf. Er begann eigene Stücke zu komponieren und aufzunehmen, wobei er alle Instrumente selbst spielte. Die Gitarre betrachtete er jedoch eher als kompositorisches Hilfsmittel. La Torre sieht sich selbst hauptsächlich als „Schlagzeuger, der gerne singt“.

## Laufbahn
Nachdem Abschluss der Schule begann La Torre, als professioneller Musiker zu arbeiten. Er spielte 24 Jahre überwiegend als Schlagzeuger in mehreren Rock- und Heavy-Metal-Bands im Raum Tampa, die sowohl Eigenkompositionen als auch Coverversionen bekannter Stücke spielten. Keine dieser Bands erlangte besondere Aufmerksamkeit.

### Crimson Glory (2010–2013)
2009 spielte La Torre mit dem Gedanken, eine Iron-Maiden-Coverband zu gründen und in dieser als Sänger aufzutreten. Durch seinen Freund Matt Laporte (u. a. Gitarrist bei Jon Oliva’s Pain) kam er in Kontakt mit Jon Drenning, dem Gitarristen von Crimson Glory. Dieser lud ihn ein, als Gastmusiker zusammen mit Crimson Glory beim Festival ProgPower USA 2009 aufzutreten. Nach dem gemeinsamen Auftritt wurde ihm die Position des Leadsängers in der Band angeboten. La Torre sagte zu, obwohl er sich ursprünglich nicht hatte binden wollen. Seinen ersten Auftritt als offizieller Sänger von Crimson Glory absolvierte er am 30. Oktober 2010 auf dem Pathfinder Metal Fest in Marietta (Georgia). Es folgten mehrere Auftritte, unter anderem 2011 auf dem Bang-Your-Head-Festival in Balingen. Die Band veröffentlichte einige Studioaufnahmen älterer Songs mit neuen Gesangsspuren von La Torre und gab bekannt, dass ein neues Album in Vorbereitung sei. Da die Arbeit aus La Torres Sicht jedoch keine erkennbaren Fortschritte machte und die mangelhafte Organisation der Band ihn frustrierte, gab er im Februar 2013 seinen Austritt bekannt.

### Queensrÿche (seit 2012)
2012 lernte La Torre auf der NAMM Show den Gitarristen Michael Wilton von Queensrÿche kennen. Wilton sandte ihm einige Audiodateien, zu denen La Torre Gesangsmelodien und Texte entwickelte. Das Ergebnis wurde von beiden Seiten positiv bewertet. Wilton und seine Bandkollegen Eddie Jackson und Scott Rockenfield planten zu diesem Zeitpunkt Auftritte mit Queensrÿche-Material unter dem Namen „Rising West“, da Queensrÿche-Sänger Geoff Tate voll mit seinem Soloprojekt beschäftigt war. La Torre sagte seine Mitarbeit zu, und „Rising West“ absolvierte am 8. und 9. Juni 2012 jeweils einen Auftritt im Hard Rock Cafe in Seattle. In der Folge eskalierten die bereits bestehenden Spannungen zwischen Tate und dem Rest von Queensrÿche, was zum Austritt Tates und gerichtlichen Auseinandersetzungen führte. Diese führten dazu, dass Wilton, Jackson und Rockenfield die alleinige Nutzung des Namens Queensrÿche zugesprochen wurde. Am 28. April 2014 wurde bekanntgegeben, dass La Torre, der inzwischen Crimson Glory verlassen hatte, nun der offizielle Sänger der Band sei.

### Andere Projekte
La Torre trat in verschiedenen Bands als Gastmusiker auf, so auf dem 2010 erschienenen Album Festival von Jon Oliva’s Pain, auf dem er nicht nur als Sänger mitwirkte, sondern auch das Hackbrett spielte. 2014 nahm er zusammen mit dem ehemaligen Megadeth-Gitarristen Glen Drover eine Single namens Discordia auf.

### Solo
2017 gab La Torre bekannt, dass er zusammen mit seinem Freund Craig Blackwell als Co-Songwriter an seinem ersten Soloalbum arbeitete, während er gleichzeitig sein drittes Album mit Queensrÿche, The Verdict, aufnahm. Als die weltweite Tournee aufgrund der COVID-19-Pandemie zum Stillstand kam, nutzte La Torre seine Auszeit von Queensrÿche, um dem Album mit dem Titel Rejoice in the Suffering den letzten Schliff zu geben. Wie bei Queensrÿche's The Verdict spielte La Torre auch hier Schlagzeug; Blackwell spielte Gitarre, Bass und Keyboards. La Torre und Blackwell produzierten das Album selbst, zogen jedoch Queensrÿche-Produzent Zeuss hinzu, um Mix und Mastering zu überwachen. Das Album enthält auch Gastauftritte von Jordan Ziff, der die zweite Hälfte des Gitarrensolos im Titeltrack Rejoice in the Suffering spielt, und Al Nunn, der bei One by One Keyboard spielt.